# Mastophora caesariata
Mastophora caesariata är en spindelart som beskrevs av Stefan M. Eberhard och Levi 2006. Mastophora caesariata ingår i släktet Mastophora och familjen hjulspindlar.
Artens utbredningsområde är Costa Rica. Inga underarter finns listade i Catalogue of Life.